# Nurettin Ersin
Nurettin Ersin (* 1918 in Çanakkale, Provinz Çanakkale; † 3. Oktober 2005 in Ankara) war ein türkischer General, der unter anderem als Staatssekretär von 1971 bis 1973 Leiter des Nachrichtendienstes Millî İstihbarat Teşkilâtı (MIT) und zuletzt 1983 Chef des Generalstabes (Genelkurmay Başkanı) der türkischen Streitkräfte (Türk Silahlı Kuvvetleri) war.

## Leben

### Ausbildung zum Offizier und Chef des MIT
Nach dem Besuch der Kadettenanstalt von Bursa trat Ersin als Offizieranwärter 1935 in die Militärschule (Harp Okulu) ein, die er 1937 als Leutnant der Infanterie verließ. Nachdem er daraufhin zwischen 1937 und 1938 die Infanterieschule absolviert hatte, fand er bis 1945 Verwendungen in verschiedenen Militäreinheiten, in denen er als Zugführer und Kompaniechef diente. Im Anschluss trat er als Offiziershörer in die Militärakademie (Harp Akademisi) ein und war nach deren Abschluss 1948 bis 1963 als Offizier und Stabsoffizier in unterschiedlichen Einheiten eingesetzt.
1963 wurde Ersin zum Brigadegeneral befördert und war als solcher erst stellvertretender Chef des Stabes der 3. Armee, dann stellvertretender Befehlshaber der 66. Division sowie Leiter für Versorgung und Kontrolle im Generalstab der Türkei, ehe er stellvertretender Unterstaatssekretär beim Nationalen Nachrichtendienst MIT wurde. Diese Aufgabe versah er auch nach seiner Beförderung zum Generalmajor 1966 und wurde danach Befehlshaber der 4. Infanteriedivision.
Nach seiner Beförderung zum Generalleutnant 1970 war er zunächst Befehlshaber der Streitkräfte in der Westtürkei, ehe er am 2. August 1971 als Nachfolger von Mehmet Fuat Doğu im Range eines Staatssekretärs Leiter des Nachrichtendienstes Millî İstihbarat Teşkilâtı (MIT) wurde und diese Funktion bis zu seiner Ablösung durch Bülent Türker am 25. Juni 1973 bekleidete.

### Besetzung Nordzyperns, Militärputsch von 1980 und Generalstabschef
Später war er nach der Besetzung des Nordens der Insel Zypern durch die Türkei am 20. Juli 1974 Kommandeur der dort eingesetzten Landstreitkräfte bei der aus türkischer Sicht durchgeführten „Friedensoperation“ (Kıbrıs Barış Harekatı).
In dieser Zeit erfolgte 1974 auch seine Beförderung zum General. Als solcher wurde er am 22. August 1975 Nachfolger von Orhan Yiğit als Generalkommandeur der Gendarmerie (Jandarma) und behielt diese Funktion bis zu seiner Ablösung durch Şahap Yardımoğlu am 5. Januar 1976. Im Anschluss wurde er Generalsekretär des nach dem Militärputsch vom 27. Mai 1960 eingesetzten Nationalen Sicherheitsrates (Millî Güvenlik Kurulu), ehe er 1977 Nachfolger von General Adnan Ersöz als Oberbefehlshaber der 1. Armee wurde.
Am 9. März 1978 folgte Ersin auf General Kenan Evren als Oberkommandierender der Landstreitkräfte (Türk Kara Kuvvetleri), während General Necdet Üruğ sein Nachfolger als Oberbefehlshaber der 1. Armee wurde. Als Oberkommandierender der Landstreitkräfte gehörte er neben General Evren zu den Hauptakteuren des Militärputsches vom 12. September 1980. Nach dem Putsch wurde die Türkische Verfassung von 1961 teilweise außer Kraft gesetzt, so dass ein aus General Evren, ihm, General Tahsin Şahinkaya, General Sedat Celasun sowie Admiral Nejat Tümer bestehender Nationaler Sicherheitsrat (Millî Güvenlik Konseyi) die Exekutiv- und Legislativgewalten übernehmen konnte.
Nachdem er schließlich am 1. Juli 1983 Nachfolger von General Evren, der Staatspräsident geworden war, als Chef des Generalstabes wurde, folgte ihm erneut General Üruğ als Oberkommandierender der Landstreitkräfte. Nach nur wenigen Monaten Amtszeit wurde Ersin jedoch bereits am 6. Dezember 1983 in den Ruhestand verabschiedet, woraufhin neuer Chef des Generalstabes abermals General Necdet Üruğ wurde.
Nach seinem Tode wurde Ersin auf dem Cebeci-Soldatenfriedhof beigesetzt.